# Tchaj-an
Tchaj-an (čínsky pchin-jinem Tàiān, znaky 泰安) je městská prefektura v Čínské lidové republice, kde patří k provincii Šan-tung. Celá prefektura má rozlohu 7 736 čtverečních kilometrů a v roce 2020 v ní žilo téměř pět a půl milionu obyvatel.

## Poloha
Tchaj-an leží v provincii Šan-tung v okolí hory Tchaj-šan. Prefektura hraničí na severu s Ťi-nanem, hlavním městem provincie, na severovýchodě s Laj-wu, na východě s C’-po, na jihovýchodě s Lin-i, na západě s Liao-čchengem a přes Žlutou řeku s provincií Che-nan a na jihu s Ťi-ningem.

## Administrativní členění
Městská prefektura Tchaj-an se člení na šest celků okresní úrovně, a sice dva městské obvody, dva městské okresy a dva okresy.
| Tchaj-šan Taj-jüe městský okres · Sin-tchaj městský okres · Fej-čcheng okres · Ning-jang okres · Tung-pching |        |                       |                    |                                  |
| Název | Název  | Počet obyvatel (2020) | Rozloha km² (2020) | Hustota zalidnění (obyv. na km²) |
| český přepis                                                                                                 | znaky  | Počet obyvatel (2020) | Rozloha km² (2020) | Hustota zalidnění (obyv. na km²) |
| Městské obvody                                                                                               |        |                       |                    |                                  |
| Tchaj-šan | 泰山区 | 837 374               | 341                | 2 459                            |
| Taj-jüe | 岱岳区 | 1 046 569             | 1 752              | 597                              |
| Městské okresy                                                                                               |        |                       |                    |                                  |
| Sin-tchaj | 新泰市 | 1 338 254             | 1 919              | 697                              |
| Fej-čcheng                                                                                                   | 肥城市 | 894 115               | 1 278              | 700                              |
| Okresy |        |                       |                    |                                  |
| Ning-jang | 宁阳县 | 668 520               | 1 109              | 603                              |
| Tung-pching                                                                                                  | 东平县 | 687 385               | 1 337              | 514                              |
| |        |                       |                    |                                  |
| Celkem | Celkem | 5 472 217             | 7 736              | 707                              |

## Doprava
Je zde železniční stanice na vysokorychlostní trati Peking – Šanghaj.

## Sport
V roce 2018 město pořádá jedno z kol světového poháru ve sportovním lezení.

## Partnerská města
- Francistown, Botswana

- Fuefuki, Japonsko

- Hačiódži, Japonsko
- Hašimoto, Japonsko
- Jundiaí, Brazílie
- Lobňa, Rusko
- Švábsko, Německo

- Tchäan, Jižní Korea
- Turín, Itálie